# Озерна (Хмельницький)

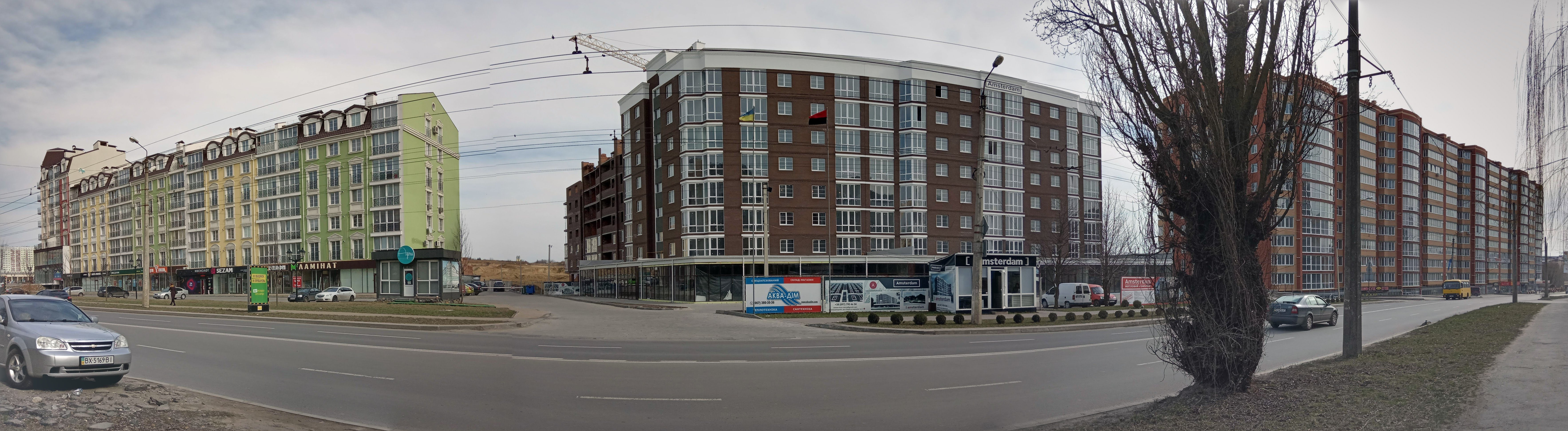
Озерна, вулиця Панаса Мирного

Озе́рна — багатоповерховий житловий масив на північній околиці міста Хмельницького. Це найновіший мікрорайон міста.

## Історія
1977 року був розроблений проект забудови північного мікрорайону, перші будинки якого почали здавати наприкінці 1980-х років. На сьогодні вже забудовані Озерна-1 та Озерна-4. Генпланом розвитку міста передбачена подальша забудова мікрорайону на ділянці з правого боку вулиці Панаса Мирного між вулицями Озерною, Лісогринівецькою та Старокостянтинівським шосе. Тут на 45 га розташуються Озерна-2 та Озерна-3 з розвиненою інфраструктурою.
Перша офіційна назва «Північний мікрорайон», яка зустрічалася в тогочасній пресі, не прижилася. За однією із версій, назва мікрорайону походить від однойменної вулиці, за якою розпочинається житловий масив, за іншою — мікрорайон отримав назву від розташованих неподалік ставків (озеро) однієї з безіменних приток Південного Бугу. Під час формування та інтенсивної забудови мікрорайону наприкінці 80-х років були прокладені основні вулиці.
Вулиця Панаса Мирного у масиві багатоповерхової забудови мікрорайону Озерна виникла у 1988 році. Названа на честь відомого українського письменника.

### 1990-ті роки
Вулиця Максима Залізняка у масиві багатоповерхової забудови мікрорайону Озерна. Виникла у 1990 році.
Вулиця Кармелюка у масиві багатоповерхової забудови мікрорайону Озерна. Виникла у 1990 році.
Побудовано дитячі садочки № 56 та № 29, ЖЕК № 7 та ЖЕД № 3. В 1984 році було відкрито середнє професійно-технічне училище № 9 (нині професійний ліцей сфери послуг), що розташований за адресою вул. Панаса Мирного, 5. У травні 1990 р. було відкрито 27-ме відділення поштового зв'язку. У 1990 році побудовано ЗОШ № 28.
Директорами школи в різні роки були Лернер С. М., Красицький П. В., Щур О. П.. З лютого 2003 року директором школи стала Мельник Г. Л. (депутат декількох скликань міської та обласної рад). У школі навчається 2500 дітей.
1993 року був створений обласний Хмельницький спеціалізований ліцей-інтернат поглибленої підготовки в галузі науки, що розташовується за адресою вул. Озерна, 14.
1995 року по вул. Кармелюка 8/1 було побудовано Дитячу музичну школу № 3.
1996 року по вулиці Кармелюка, 8 було відкрито бібліотеку-філію № 8 Хмельницької міської централізованої бібліотечної системи.
1997 року на честь 20-річчя відкриття цього мікрорайону було побудовано тролейбусну лінію до вул. Залізняка та пущено маршрут № 6. У кінці цього року пущено тролейбуси № 11 та 11а. У 1998 пущено 12-ий маршрут. У 1999 році продовжено лінію до вул. Кармелюка.

### 2000-ні роки
2000 року у мікрорайоні відкрито першу в місті амбулаторію сімейної медицини. Вона розташувалась за адресою вул. Залізняка, 14.
2002 року продовжено тролейбусну лінію до кінця забудови.

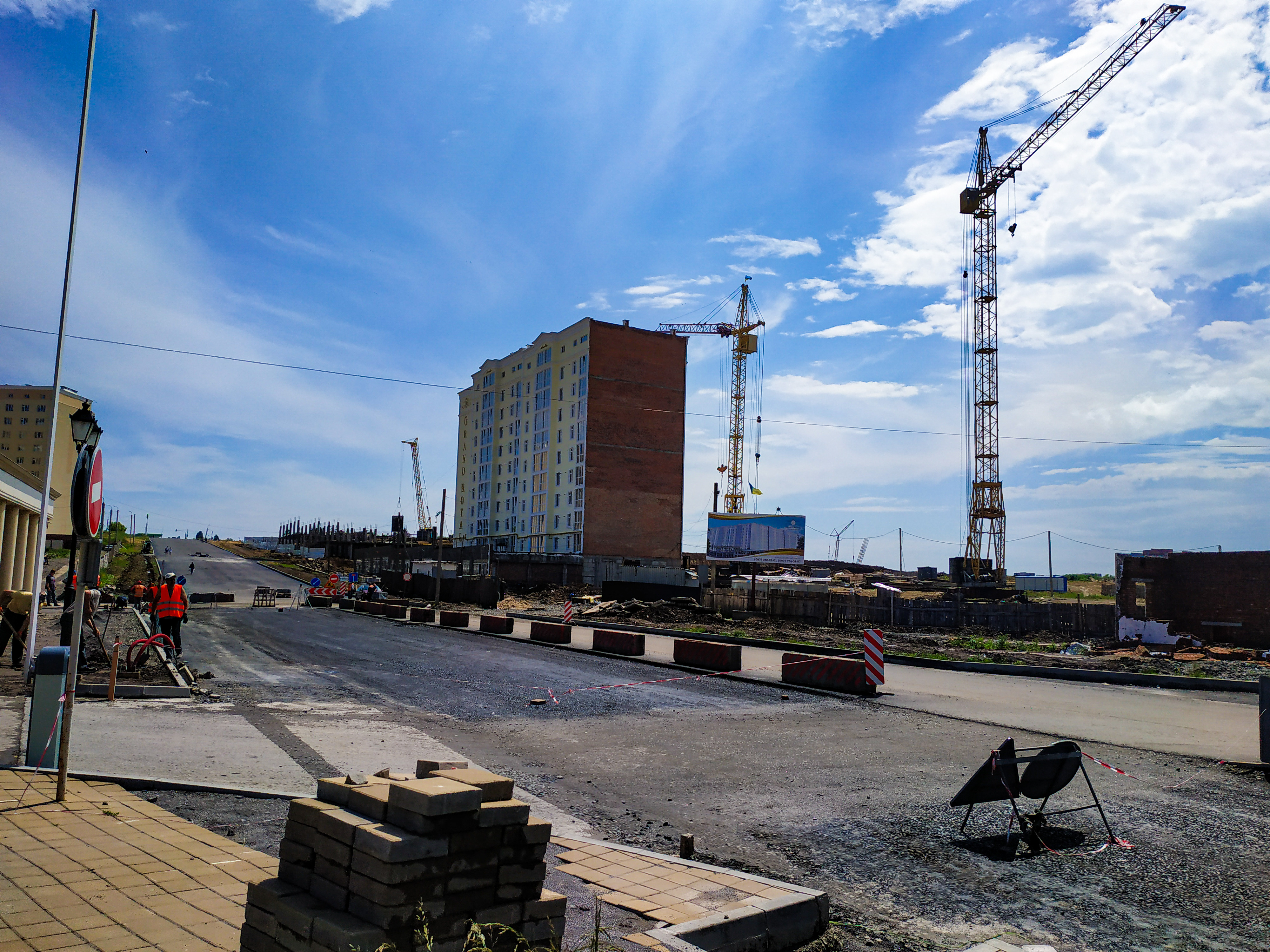
Будівництво вулиці Січових стрільців

2005 року додано маршрути № 2а, 3 та 10.

### 2010-ті роки
У грудні 2014 року Хмельницька міська рада внесла зміни до реєстру вулиць, доповнивши його інформацією про вулицю Січових стрільців, яка мала з'єднати вулицю Панаса Мирного та Старокостянтинівське шосе. Рух вулицею відкритий 23 вересня 2020 року.
2015 року відкрили вулицю Джохара Дудаєва у мікрорайоні Озерна.
У серпні 2017-го року до дня державного прапора України представники поліції та місцеві чиновники відкрили нову поліцейську станцію.
Вона розташовується за адресою вул. Залізняка, 20/1.

## Стратегія розвитку мікрорайону

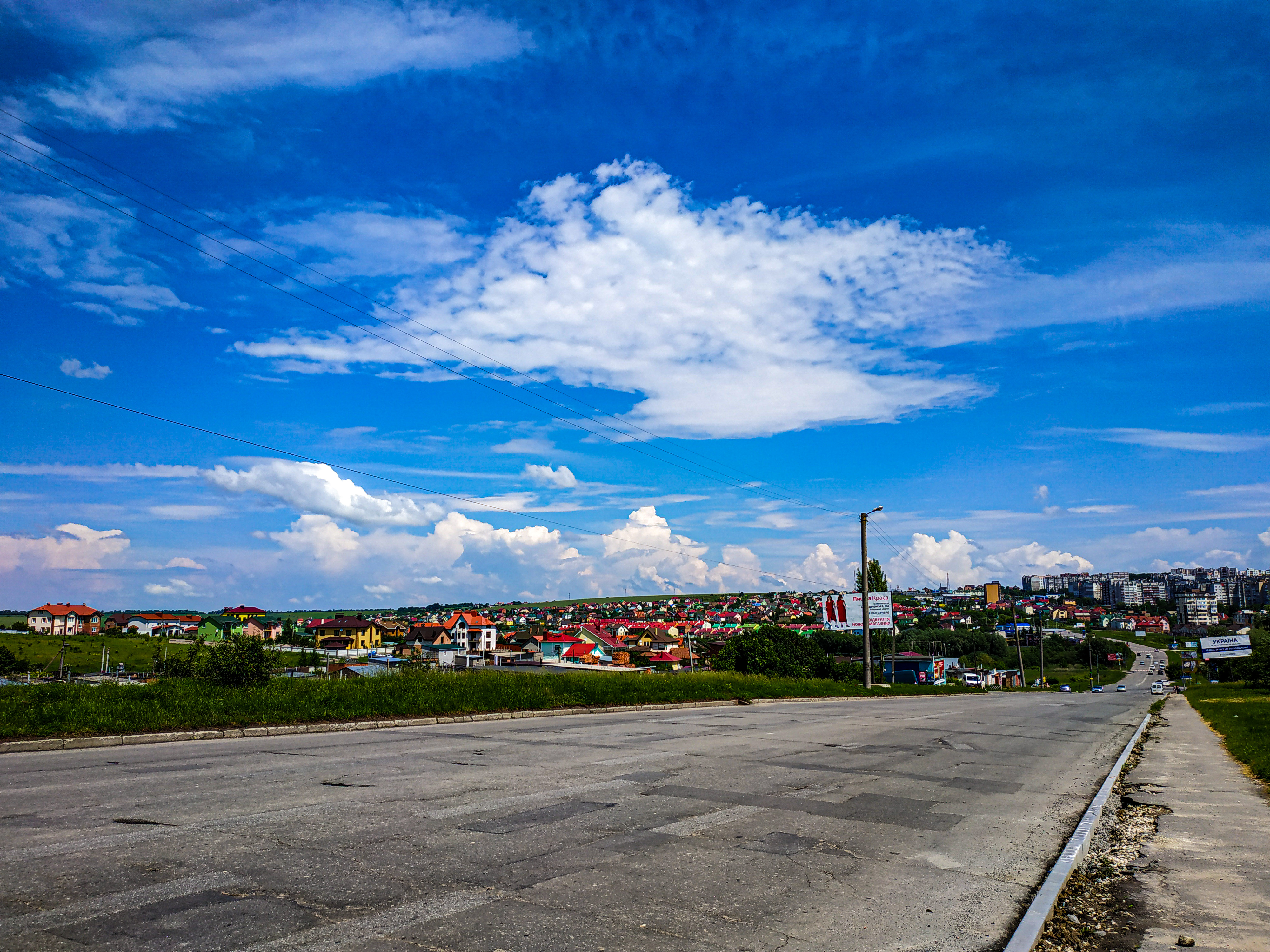
Вулиця Бандери, вигляд на Озерну та Відрадне

У мікрорайоні за генеральним планом міста також передбачено будівництво декількох шкіл, будується торговий центр та ринок.

## Соціальна та транспортна інфраструктура мікрорайону

### Навчальні заклади
- Ліцей №13 ХМР
- ДНЗ № 9 «Кобзарик»[4]
- ДНЗ № 29 «Ранкова зірка»
- ДНЗ № 56 «Боровичок»
- Початкова школа №1

### Медичні заклади
- Амбулаторія сімейної медицини. Адреса: Вулиця Залізняка,14.

### Культові споруди
- Іова Почаївського (УПЦ КП). Адреса: вул. Максима Залізняка, 12/1.
- Голгофа ЄХБ. Адреса: проїзд Панаса Мирного, 5.

### Торгові центри
Станом на грудень 2020 року в мікрорайоні на 40 000[джерело?] жителів є декілька малих та один великий торговий центр.
- ТЦ «Агора» площа його складає 7950 м²
- ТРЦ «Urban Street»(станом на квітень 2022 р. будується)
- ТЦ «Дана»

У мікрорайоні Озерна розташовуються мережі українських супермаркетів — АТБ-Маркет та Таврія В.

### Парки та сквери
- Зелена зона навколо озера

### Алея міст побратимів Хмельницького
7 квітня 2015 було висаджено 14 берізок. Алея вона знаходиться поблизу вулиці Панаса Мирного. Кожна берізка символізує місто-побратим. 25 квітня 2015 року відбулось офіційне відкриття алеї.
Алея міст побратимів Хмельницького — одне з найулюбленіших місць мікрорайону.